# 陶锡思
陶锡思，浙江会稽（浙江绍兴）人，清朝政治人物。
陶锡思曾于1875年接替叶廷眷任上海县知县一职，1875年由松亭接任。